# Monalisa Codling
Monalisa Codling (Auckland, 20 aprile 1977) è un'ex rugbista a 15 e dirigente d'azienda neozelandese, seconda linea di Otago e Auckland e quattro volte campionessa del mondo di rugby con le Black Ferns.
È anche nota come Monalisa Urquhart, suo nome da sposata.

## Biografia
Di origine anglo-samoana, si formò a scuola nella pallacanestro e nel netball prima di passare al rugby.
Esordiente nel rugby provinciale con Otago, passò poi nel 1999 ad Auckland, con cui si aggiudicò 9 edizioni del campionato provinciale femminile, in seguito chiamato Farah Palmer Cup.
Nel 1998 debuttò nelle Black Ferns in occasione della Coppa del Mondo nei Paesi Bassi e vinse il primo dei suoi 4 titoli mondiali consecutivi; si ripeté nel 2002, 2006 e 2010, stabilendo quindi il record assoluto di mondiali vinti, anche includendo il rugby maschile; condivide il primato con le sue compagne di squadra Anna Richards e Fiao'o Fa'amausili (quest'ultima al 2018 ancora in attività).
Dopo il termine della carriera sportiva ha ricoperto vari incarichi tra cui il più recente quello di direttrice finanziaria presso il ramo neozelandese di British Council dal 2013.

## Palmarès
- Coppe del mondo: 4
Nuova Zelanda: 1998, 2002, 2006, 2010
- Farah Palmer Cup: 9
Auckland: 1999, 2000, 2001, 2002, 2003, 2004, 2005, 2007, 2008